# تاريخ التعمية
التعمية هي إخفاء المعلومات بطريقة سرية لا يعرفها إلا المُعَمِّي وفاك التعمية، وأما تاريخ التعمية فيشمل دراسة طرق التعمية وفكها واستخراج المُعَمَّى ووصف آلياتها وتأثيرها على الحضارات المعاصرة في العصور المختلفة. تنوعت طرق التعمية عبر التاريخ، بدءاً من التعمية التقليدية التي اعتمدت على القلم والأوراق وبعض الحسابات الرياضية البسيطة، مثل تعمية قيصر والتعمية بالإبدال، مروراً بتطور علم التعمية في العصر الذهبي للحضارة الإسلامية باعتماد التحليل الرياضي، ثم اعتماد الآلات الكهربية والميكانيكية في أوائل العشرين بعد الثورة الصناعية، كما هو الحال في آلة إنجما، وما رافق ذلك من زيادة كبيرة في قدرة الحوسبة وانتهاءً بعصر الحاسوب وطرق التعمية الحديثة: تعمية الفِدر والتدفق.
ترافق تطوُّر التعمية مع تطور آليات استخراج المُعمَّى الذي يعنى بكسر التعمية واستخراج النص الواضح من النص المُعمَّى من غير معرفة مفتاح التعمية أو آليتها مسبقاً، وهو يختلف عن فك التعمية، التي تعاكس التعمية وتحصل بمعرفة آليات التعمية ومفتاحها. لعبت الأحداث المرتبطة باستخراج المُعمَّى دوراً رئيساً في تكوين التاريخ المعاصر، مثلاً دخلت الولايات المتحدة الحرب العالمية الأولى بعد استخراج مُعمَّى برقية زيمرمان، كما ساهم تمكن الحلفاء من قراءة الرسائل المعماة بآلة إنجما في تقصير مدة الحرب العالمية الثانية.

## العصور القديمة

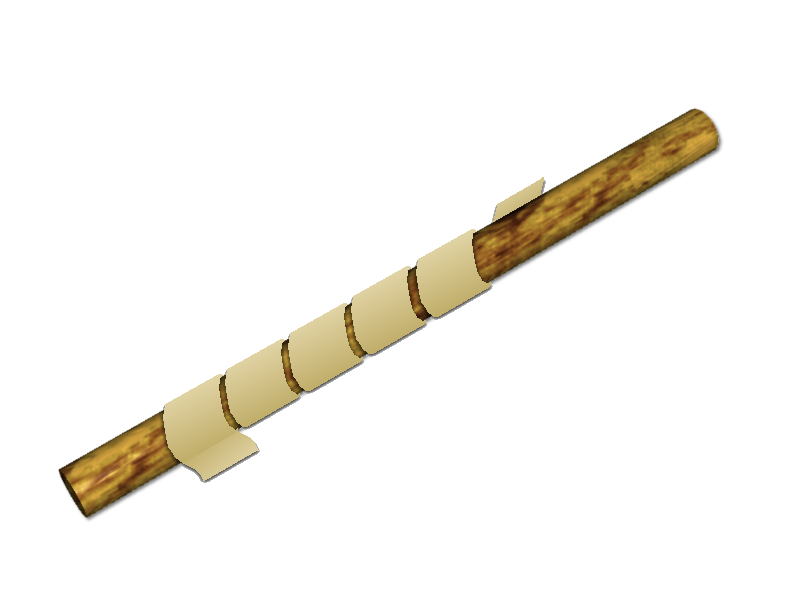
العصا الأسطوانية، من أوائل أدوات التعمية المعروفة.

عُثِر على أقدم استعمال للتعمية باللغة الهيروغليفية غير القياسية في نص منحوت على جدار مقبرة من عصر المملكة المصرية القديمة، قرابة سنة 1900 ق.م. لا يُعتقد أن الغرض من هذه النص كان الاتصال السري، بل يتوقع أنها كانت نوعاً من التسلية التي تهدف لإثارة الغموض أو المزاح، خاصة بين القادرين على القراءة في ذلك الزمن.
وُجِدت بعض الألواح الطينية في بلاد ما بين النهرين، وقد استعملت فيها التعمية لغرض حماية المعلومات. أحدها، وقد أُرِّخ قرابة 1500 ق.م.، يحوي نصاً مُعمَّى وصفة حرفي لصناعة طلاء الفخار، يُفترض أن سبب تعيميتها كانت قيمتها التجارية. كما ثبت أيضاً استعمال الكتبة اليهود مُعميات إبدال بسيطة وحيدة الأبجدية، مثل مُعمِّي أتبش، قرابة 500-600 ق.م.